# Scordia
Scordia est une commune italienne de la province de Catane dans la région Sicile en Italie.

## Administration
| Période                                  | Période  | Identité         | Étiquette    | Qualité |
| ---------------------------------------- | -------- | ---------------- | ------------ | ------- |
| 2017                                     | en cours | Franco Barchitta | Forza Italia |         |
| Les données manquantes sont à compléter. |          |                  |              |         |

### Communes limitrophes
Lentini, Militello in Val di Catania